# Taxillus nigrans
Taxillus nigrans är en tvåhjärtbladig växtart som först beskrevs av Henry Fletcher Hance, och fick sitt nu gällande namn av Danser. Taxillus nigrans ingår i släktet Taxillus och familjen Loranthaceae. Utöver nominatformen finns också underarten T. n. longifolius.